# 鵰雀鯛
鵰雀鯛（學名：Pomacentrus aquilus），是輻鰭魚綱鱸形目雀鯛科雀鯛屬的其中一種，分布於西印度洋紅海、波斯灣, 南至馬達加斯加海域，深度0至15公尺，本魚體呈卵圓形且側扁，吻部圓鈍，體被櫛鱗，幼魚體色橙色，頭頂至背鰭硬棘部有亮色帶，成魚體為深褐色，無色帶，幼魚和成魚在背鰭軟條部有一大眼斑，背鰭硬棘14枚、背鰭軟條13-15枚、臀鰭硬棘2枚、臀鰭軟條14-15枚，體長可達12公分，棲息在近海珊瑚礁區，以浮游生物為食，繁殖期時成對出現，雄魚會守護卵直到孵化，生活習性不明。